# كريس سميث، بارون سميث من فينسبري
كريستوفر روبرت سميث (بالإنجليزية: Chris Smith, Baron Smith of Finsbury)‏، بارون سميث من فينسبري، عضو في المجلس الخاص للمملكة المتحدة (وُلد في 24 يوليو عام 1951) هو سياسي بريطاني وعضو في مجلس اللوردات؛ وعضو سابق في البرلمان ووزير بمجلس الوزراء؛ والرئيس السابق لوكالة البيئة. كان عضوًا في حزب العمال لمعظم حياته المهنية. كان أول عضو برلماني مثلي الجنس علانيةً، في عام 1984، وفي عام 2005، كان أول عضو في البرلمان يعترف بأنه مصاب بفيروس العوز المناعي البشري. 

## النشأة
ولد كريس سميث في بارنت، ودرس في كلية جورج واتسون في إدنبرة وكلية بيمبروك، كامبريدج. حصل في كامبريدج على مرتبة الشرف من الدرجة الأولى في اللغة الإنجليزية، وعلى درجة الدكتوراه بأطروحة عن صامويل تايلر كولريدج وويليام ووردزوورث. التحق بجامعة هارفارد كونه حائز على منحة كينيدي، وكان رئيسًا لجمعية اتحاد كامبريدج.

## عضو في البرلمان
عمل في مؤسسة خيرية للإسكان وأصبح مستشارًا في قصبات لندن في إزلنغتون. احتل المركز الثالث في إبسوم وويل في الانتخابات العامة لعام 1979 قبل أن يفوز بفارق ضئيل بمقعد في إزلينغتون الجنوبية وفينزبوري في الانتخابات العامة عام 1983، متغلبًا على جورج كونينغهام، الذي انشق في النهاية من حزب العمال لينضم إلى الحزب الديمقراطي الاجتماعي. ترشح كونينغهام مجددًا للانتخابات العامة لعام 1987 بينما احتفظ سميث بالمقعد.
في عام 1984، أصبح أول عضو برلماني مثلي في بريطانيا يختار «الإفصاح عن ميوله المثلية على الملأ». كان هناك العديد من أعضاء البرلمان المثليين قبل ذلك والذين كانت مثليتهم معروفة ضمن بعض الأوساط، بما في ذلك ناخبيهم أحيانًا، لكنهم لم يكونوا صريحين تمامًا بشأن ذلك. (في عام 1975، فُضحت مثلية ماورين كولكوهون عبر مكاشفات صحفية.) خلال تجمع في رغبي، وركشير، مناهض لحظر محتمل على الموظفين المثليين من قبل مجلس المدينة، بدأ سميث حديثه: «مساء الخير، أنا كريس سميث، أنا العضو البرلماني في حزب عمال إزلينغتون الجنوبية وفينزبوري وأنا مثلي.» كان هذا التصريح مرتجلًا، واتُخذ قرار تضمينه في خطابه في اللحظة الأخيرة. تلقى ترحيبًا حارًا فوريًا من معظم الجمهور.
أصبح حامل سوط المعارضة في عام 1986، ووزير ظل الخزنة من عام 1987 إلى عام 1992، وظلل محافظ البيئة والتراث والمعاشات والصحة بين عامي 1992 و1997.

### وزير الدولة للثقافة والإعلام والرياضة
تعين سميث في وزارة توني بلير وزيراً للثقافة والإعلام والرياضة في عام 1997. اعتُبرت فترة عمله في قسم الثقافة والإعلام والرياضة ناجحة، بصفته وزيرًا معروفًا بصلاته الوثيقة بالمشهد الفني في المملكة المتحدة، لأن العديد من المشاريع الممولة من خلال اليانصيب الوطني أتت بثمارها. كان هناك خلافات، مثل موافقته خلال الأسبوع الأول له كوزير على تعيين ماري ألين في دار الأوبرا الملكية. في هذه الحالة، وجد تقرير لجنة مختارة لاحقًا أنه تجاوز سلطته وفشل في طلب المشورة من الأمين الدائم للوزارة.
تمكن في عام 2000 من الحصول على خصم ضريبي مكّن العديد من المتاحف من منح دخول مجاني. شغل هذا المنصب طوال الولاية الأولى لحكومة حزب العمال، لكنه أُقيل وأُعيد إلى الصفوف الخلفية بعد الانتخابات العامة عام 2001، لتحل محله تيسا جويل. ألمح توني بلير لاحقًا إلى أسفه لفقدان خدمات سميث، ولاسيّما علاقته القوية بعالم الفنون.